# Monessa
Święta Monessa (zm. 456) – święta chrześcijańska, żyła w V wieku. 
Według tradycji Monessa była córką irlandzkiego wodza. Została nawrócona przez świętego Patryka. Zmarła zaraz po tym, jak udzielił jej chrztu.
Jej wspomnienie obchodzone jest 4 września.